# Курган казачьей славы
«Курган казачьей славы» ― мемориальный комплекс, скульптурная композиция в городе Волгодонск, Ростовская область, Россия.

## История и описание
Мемориальный комплекс был открыт 4 ноября 2008 года. Располагается при въезде в Волгодонск на правом крутом берегу Сухо-Соленовского залива.
Комплекс расположен на набережной залива, который разделяет старый и новый город.
Авторами комплекса являются писатель Владимир Карпенко и скульптор, член Союза художников России Егор Дердиященко.
Центральное место мемориального комплекса отведено памятнику генерал-лейтенанту Якову Бакланову.
Архитектурно-скульптурная композиция представляет собой насыпной курган высотой 10 метров, разделенный на две равные части как бы рассеченный могучим ударом казачьей шашки. Именно такой удар называется «баклановским», в честь знаменитого героя Кавказской войны, атамана Якова Бакланова, с маху разрубавшего врага напополам от темени и до седла. Турки прозвали его Батман-Клыч (богатырь с полупудовым мечом), а кавказцы — Баклю.
Также рассеченный надвое курган символизирует раскол казачества на «красных» и «белых».
Позади скульптурной композиции возвышается пятиметровый курган, выполненный из бетона, на срезе которого изображены эпизоды истории донского казачества. На бетонной плите помещены барельефы пяти знаменитых донских атаманов (Сары-Азмана, Ермака, Платова, Булавина и Денисова). Также на плите высечены и названия племён, которые жили в разное время на Дону. Это скифы, сарматы, гунны, аланы, казы и другие. Также указаны исторические даты, высказывания царей и историков, картины разрушения храмов.
Между курганом и памятником Бакланову находится памятник в виде шапки и казачьего седла; там же приведена цитата из романа «Тихий Дон» Михаила Шолохова.
Помимо этого, скульптурная композиция включит в себя отдельно стоящее здание в трёх уровнях (в основании 120х120 метров), где расположится картинная галерея, музей донского казачества и Царь-колокол, превосходящий в три раза своего кремлёвского тезку.